# Baban
A casa de Baban (1649–1850) foi um clã curdo que governou durante dois séculos um principado de mesmo nome, no atual Curdistão iraquiano. Seu emirado compreendia, no século XVII, basicamente áreas das atuais províncias de Suleimânia e Kirkuk, durante o domínio otomano.
O emirado de Baban desempenhou um papel ativo no Conflito Otomano-Safávida. É considerado o fundador da linhagem real Ahmad Faqih, da cidade de Pijder.

## História
Os príncipes de Baban obtiveram relativa autonomia por defender a fronteira otomana com a Pérsia. Solimão Bei foi o primeiro príncipe a ganhar o controle do então Eialete de Cherizor e sua capital, Quircuque. Em 1694, invadiu o Irã e derrotou as tropas do Emirado de Ardalan, ganhando do sultão otomano Mustafá II o governo do eialete, que virou o principado de Baban.
O principado foi extindo no século XIX, durante o período de modernização administrativa do Império Otomano. O último emir deixou Suleimânia em 1850, após lutar contra os turcos pela independência.